# 于拜河畔圣保罗
于拜河畔圣保罗（法語：Saint-Paul-sur-Ubaye，法語發音：[sɛ̃ pɔl syʁ ybaj]）是法国上普罗旺斯阿尔卑斯省的一个市镇，属于巴瑟洛内特区。

## 地理
于拜河畔圣保罗（44°30'54"N, 6°45'6"E）面积205.55 平方千米，位于法国普罗旺斯-阿尔卑斯-蓝色海岸大区上普罗旺斯阿尔卑斯省，该省份为法国东南部内陆省份，北起上阿尔卑斯省，西接沃克吕兹省，西北接德龙省，南至瓦尔省，东临滨海阿尔卑斯省，东北部与意大利接壤。
与于拜河畔圣保罗接壤的市镇（或旧市镇、城区）包括：拉孔达米讷-沙特拉尔、塞亚克、克雷武、圣韦朗、瓦尔斯、贝利诺、蓬泰基亚纳莱、阿切廖、瓦勒多罗奈。

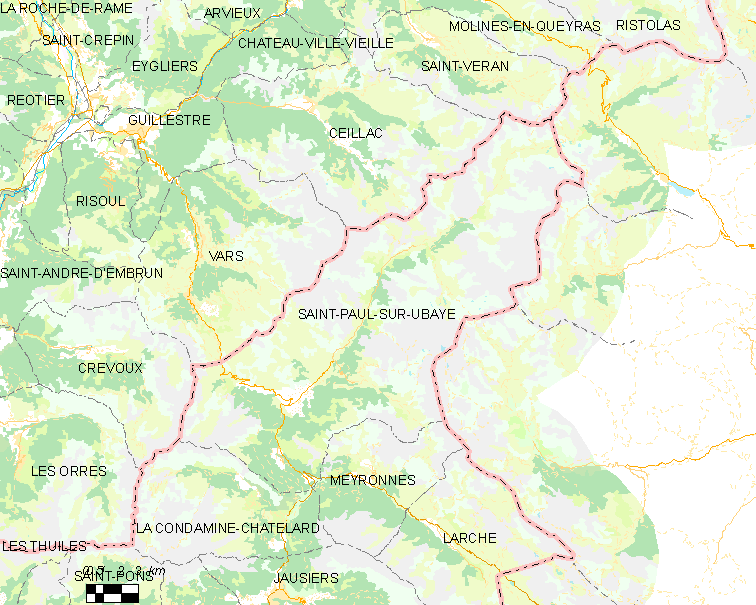
于拜河畔圣保罗的OSM定位图

于拜河畔圣保罗的时区为UTC+01:00、UTC+02:00（夏令时）。

## 行政
于拜河畔圣保罗的邮政编码为04530，INSEE市镇编码为04193。

## 政治
于拜河畔圣保罗所属的省级选区为巴瑟洛内特县。

## 人口

于拜河畔圣保罗1962-2008年间人口变化图示

于拜河畔圣保罗于2022年1月1日时的人口数量为195人。